# Grand Prix schansspringen 2024
De Grand Prix schansspringen 2024 ging op 13 augustus 2024 van start in het Franse Courchevel en eindigde op 5 oktober 2024 in het Duitse Klingenthal. De Grand Prix voor mannen bestond dit seizoen uit negen individuele wedstrijden. De Pool Paweł Wąsek wist de Grand Prix op zijn naam te schrijven. De Grand Prix voor vrouwen bestond dit seizoen uit vijf individuele wedstrijden. De Italiaanse Lara Malsiner won de Grand Prix voor vrouwen.

## Mannen

### Kalender
| Datum      | Plaats      | Schans | Opmerking | Eerste            | Tweede             | Derde                 |
| ---------- | ----------- | ------ | --------- | ----------------- | ------------------ | --------------------- |
| 13/08/2024 | Courchevel  | HS135  |           | Stefan Kraft      | Valentin Foubert   | Alex Insam            |
| 14/08/2024 | Courchevel  | HS135  |           | Stefan Kraft      | Fredrik Villumstad | Valentin Foubert      |
| 14/09/2024 | Wisła       | HS134  |           | Marius Lindvik    | Artti Aigro        | Gregor Deschwanden    |
| 15/09/2024 | Wisła       | HS134  |           | Marius Lindvik    | Artti Aigro        | Tate Frantz           |
| 21/09/2024 | Râșnov      | HS97   |           | Paweł Wąsek       | Ulrich Wohlgenannt | Kevin Bickner         |
| 22/09/2024 | Râșnov      | HS97   |           | Paweł Wąsek       | Ren Nikaido        | Alex Insam            |
| 28/09/2024 | Hinzenbach  | HS90   |           | Daniel Tschofenig | Andreas Wellinger  | Jan Hörl              |
| 29/09/2024 | Hinzenbach  | HS90   |           | Andreas Wellinger | Jan Hörl           | Stefan Kraft          |
| 05/10/2024 | Klingenthal | HS140  |           | Marius Lindvik    | Timi Zajc          | Halvor Egner Granerud |

### Eindstand
| #  | Atleet            | Land | Punten |
| -- | ----------------- | ---- | ------ |
| 1  | Paweł Wąsek       | POL  | 329    |
| 2  | Stefan Kraft      | AUT  | 305    |
| 3  | Marius Lindvik    | NOR  | 300    |
| 4  | Alex Insam        | ITA  | 299    |
| 5  | Jan Hörl          | AUT  | 249    |
| 6  | Andreas Wellinger | GER  | 212    |
| 7  | Daniel Tschofenig | AUT  | 186    |
| 8  | Dawid Kubacki     | AUT  | 175    |
| 9  | Ren Nikaido       | JPN  | 173    |
| 10 | Artti Aigro       | EST  | 169    |

## Vrouwen

### Kalender
| Datum      | Plaats      | Schans | Opmerking | Eerste           | Tweede                     | Derde                      |
| ---------- | ----------- | ------ | --------- | ---------------- | -------------------------- | -------------------------- |
| 13/08/2024 | Courchevel  | HS135  |           | Ema Klinec       | Sara Takanashi             | Jacqueline Seifriedsberger |
| 14/08/2024 | Courchevel  | HS135  |           | Sara Takanashi   | Jacqueline Seifriedsberger | Joséphine Pagnier          |
| 21/09/2024 | Râșnov      | HS97   |           | Lara Malsiner    | Annika Sieff               | Nozomi Maruyama            |
| 22/09/2024 | Râșnov      | HS97   |           | Lara Malsiner    | Nozomi Maruyama            | Annika Sieff               |
| 05/10/2024 | Klingenthal | HS140  |           | Katharina Schmid | Eirin Maria Kvandal        | Yuki Ito                   |

### Eindstand
| #  | Atleet                     | Land | Punten |
| -- | -------------------------- | ---- | ------ |
| 1  | Lara Malsiner              | ITA  | 254    |
| 2  | Annika Sieff               | ITA  | 214    |
| 3  | Sara Takanashi             | JPN  | 209    |
| 4  | Ema Klinec                 | SLO  | 202    |
| 5  | Nozomi Maruyama            | JPN  | 180    |
| 6  | Jacqueline Seifriedsberger | AUT  | 176    |
| 7  | Nika Prevc                 | SLO  | 148    |
| 8  | Joséphine Pagnier          | FRA  | 131    |
| 9  | Kurumi Ichinohe            | JPN  | 119    |
| 10 | Katharina Schmid           | GER  | 114    |